# Absher
Absher é uma comunidade não-incorporada do Condado de Adair, em Kentucky, nos Estados Unidos. Sua elevação é de 276 m.